# Dvorac Livadić
Dvorac Livadić je dvorac u gradu Samoboru, zaštićeno kulturno dobro. Nalazi se na adresi Livadićeva 7.

## Opis dobra
Livadićev dvorac okružen je prostranim parkom unutar kojeg se nalazi još pet objekata, nekada korištenih u gospodarske svrhe. Dvorac je jednokatna građevina L tlocrta s kulom na unutrašnjem spoju krila. Gradi ga u drugoj polovini 18. st. Franjo pl. Tisztpataky i tada se definira njegova prostorna dispozicija sačuvana do danas, ustrojena nizom prostorija kojima se pristupa iz uzdužnog hodnika. U drugoj polovici 19. stoljeća dvorac je obnovljen, a današnje stanje interijera potječe iz tog vremena. Intervencija 20. stoljeća uključuje postavu balkona u prvom katu sjevernog pročelja, te zidane kontrafore uz zapadno pročelje. Riječ je o cjelini visokih arhitektonskih i ambijentalnih vrijednosti. U ovoj zgradi danas je smješten Muzej Samobora.

## Zaštita
Pod oznakom Z-1721 zavedena je kao nepokretno kulturno dobro - pojedinačno, pravna statusa zaštićena kulturnog dobra, klasificirano kao "profana graditeljska baština".